# سهره دانه‌خوار نیکاراگوئه
سهره دانه‌خوار نیکاراگوئه (نام علمی: Oryzoborus nuttingi) نام یک گونه از سرده سهره‌های برنجی است.